# Peter Bürger (Literaturwissenschaftler)
Peter Bürger (* 6. Dezember 1936 in Hamburg; † 11. August 2017 in Berlin) war ein deutscher Literaturwissenschaftler.

## Leben
Peter Bürger verbrachte seine Kindheit in Hamburg. Der Vater Peter Bürger (1880–1955) war Bildhauer, die Mutter Tänzerin und Gymnastiklehrerin. Nach Promotion (1959) an der Universität München und Habilitation 1970 an der Universität Erlangen wurde er 1971 als Professor für Literaturwissenschaft (Romanistik) an die Universität Bremen berufen. 1998 trat er in den Ruhestand. 2006 erhielt er die Carl-Friedrich-Gauß-Medaille der Braunschweigischen Wissenschaftlichen Gesellschaft „für seine besonderen Verdienste auf dem Gebiet der Literatur, Ästhetik und Philosophie der Moderne“. Bürger war ein Anhänger der Kritischen Theorie Adornos. Er zählt zu den Klassikern der Kunst- und Kultursoziologie.
Er war verheiratet mit Christa Bürger (* 1935), von 1973 bis 1998 Professorin am Institut für deutsche Sprache und Literatur an der Universität Frankfurt. Er starb an den Folgen einer Erkrankung an Lungenkrebs.

## Werke (Auswahl)
- Der Essay bei Heinrich Heine, München 1959, DNB 480992967 (Philosophische Dissertation Universität München, 25. März 1960, 142 Seiten, 8).
- Die frühen Komödien Pierre Corneilles und das französische Theater um 1630. Eine wirkungsästhetische Analyse.  Athenäum, Frankfurt am Main 1971, DNB 720018366 (Habilitation Philosophische Universität Erlangen-Nürnberg 1970, 293 Seiten, 24 cm).
- Der französische Surrealismus: Studien zum Problem der avantgardistischen Literatur, Athenäum, Frankfurt am Main 1971, DNB 720019494.
- Studien zur französischen Frühaufklärung  (= edition suhrkamp, Band 525), Suhrkamp, Frankfurt am Main 1972, DNB 720054621 (ISBN 3-518-10525-6 Ausgabe 1984).
- Theorie der Avantgarde (= edition suhrkamp, Band 727), Suhrkamp, Frankfurt am Main 1974, ISBN 3-518-10727-5 (Neuausgabe 2017 im Wallstein Verlag, Göttingen).[5]
- Aktualität und Geschichtlichkeit (= edition suhrkamp, Band 879), Suhrkamp, Frankfurt am Main 1977 (ISBN 3-518-10879-4 Ausgabe 1999).
- Vermittlung - Rezeption - Funktion, Ästhetische Theorie und Methodologie der Literaturwissenschaft. Suhrkamp Verlag, Frankfurt am Main 1979 (ISBN 3-518-07888-7).
- Zur Kritik der idealistischen Ästhetik. Suhrkamp Verlag, Frankfurt am Main 1983 (ISBN 3-518-28019-8 Ausgabe 1990).
- Zum Funktionswandel der Literatur. Suhrkamp Verlag, Frankfurt am Main 1983 (ISBN 3-518-11157-4, Ausgabe 1996).
- Prosa der Moderne. Suhrkamp Verlag, Frankfurt am Main 1988, ISBN 3-518-57926-6.
- Das Denken des Herrn: Bataille zwischen Hegel und dem Surrealismus. Suhrkamp Verlag, Frankfurt am Main 1992, ISBN 978-3-518-58108-7.
- Die Tränen des Odysseus. Suhrkamp Verlag, Frankfurt am Main 1993, ISBN 3-518-58153-8.
- Das Verschwinden des Subjekts: Eine Geschichte der Subjektivität von Montaigne bis Barthes. Suhrkamp Verlag, Frankfurt am Main 1998, ISBN 3-518-58262-3.
- Ursprung des postmodernen Denkens. Suhrkamp, Frankfurt am Main 2000 (ISBN 3-934-73010-8, Ausgabe 2007).
- Sartre: Eine Philosophie des Als-ob. Suhrkamp, Frankfurt am Main 2007. ISBN 3-518-58489-8.
- Mit Stefan Zenklusen (Hrsg.): Surrealismus im inneren Exil. Die Kunst des Adrian Zenklusen. BOD, Norderstedt 2008, ISBN 978-3-8334-8679-1.
- Sag die Wahrheit! Warum jeder ein Nonkonformist sein will, aber nur wenige es sind. Klett-Cotta, Stuttgart 2011, ISBN 978-3-608-97139-2.
- Nach der Avantgarde. Velbrück Wissenschaft, Weilerswist 2014, ISBN 978-3-942393-65-2.
- „Nach vorwärts erinnern“. Relektüren zwischen Hegel und Nietzsche. Wallstein, Göttingen 2016, ISBN 978-3-8353-1948-6.
- Theorie der Avantgarde, Wallstein, Göttingen 2017, ISBN 978-3-8353-3119-8.